# Бутел
Бутел (на македонска литературна норма: Бутел) е квартал на Скопие, столицата на Северна Македония, разположен в северните части на града. Съставен е от две части – Бутел I и Бутел II и е център на Община Бутел.

## История
В края на XIX век Бутел е малко българско село в Скопска каза на Османската империя. Според статистиката на Васил Кънчов („Македония. Етнография и статистика“) към 1900 година в Бутелъ живеят 84 българи християни.
В началото на XX век цялото християнско население на селото е под върховенството на Българската екзархия. По данни на секретаря на екзархията Димитър Мишев (D.M.) в 1905 година в Бутел има 128 българи екзархисти.
При избухването на Балканската война в 1912 година един човек от Бутел е доброволец в Македоно-одринското опълчение.
След Междусъюзническата война в 1913 година селото попада в Сърбия.
На етническата си карта от 1927 година Леонард Шулце Йена показва Бутел (Butelj) като село с неясен етнически състав.
На етническата си карта на Северозападна Македония в 1929 година Афанасий Селишчев отбелязва Бутел като българско село.
Според преброяването от 2002 година Бутел има 14 005 жители.
| Националност     | Всичко |
| ---------------- | ------ |
| северномакедонци | 7616   |
| албанци          | 4846   |
| турци            | 450    |
| роми             | 104    |
| власи            | 27     |
| сърби            | 377    |
| бошняци          | 406    |
| други            | 179    |

## Спорт
Футболният клуб на Бутел е ФК „Бутел“, основан в 1982 под името ФК „Ударници“.